# FA Cup 1877-1878
De FA Cup 1877-1878 was de 7de editie van de oudste bekercompetitie van de wereld in het voetbal, de Engelse FA Cup. De FA Cup werd gewonnen door Wanderers FC. Het was de derde eindwinst op rij voor deze club, de vijfde reeds in totaal. Aan het toernooi zouden 43 teams deelnemen, vier meer dan vorig seizoen. Drie teams speelden echter nooit een wedstrijd.

## Voorrondes

### Eerste ronde
| Thuisclub            | Uitslag  | Bezoekers            | Datum            |
| -------------------- | -------- | -------------------- | ---------------- |
| Darwen               | 3-0      | Manchester           | 7 november 1877  |
| Grantham             | 0-2      | Clapham Rovers       | 27 oktober 1877  |
| Reading              | 2-0      | South Norwood        | 7 november 1877  |
| Barnes               | Walkover | St Mark's            |                  |
| Royal Engineers      | Walkover | Highbury Union       |                  |
| Marlow               | 2-0      | Hendon               | 3 november 1877  |
| Maidenhead           | 10-0     | Reading Hornets      | 27 oktober 1877  |
| Queen's Park         | Bye      |                      |                  |
| Upton Park           | 3-0      | Rochester            | 7 november 1877  |
| Wanderers            | 9-1      | Panthers             | 7 november 1877  |
| 1st Surrey Rifles    | 1-0      | Forest School        | 7 november 1877  |
| Oxford University    | 5-2      | Herts Rangers        | 3 november 1877  |
| High Wycombe         | 4-0      | Wood Grange          | 27 oktober 1877  |
| Pilgrims             | 0-0      | Ramblers             | 3 november 1877  |
| Swifts               | 3-2      | Leyton               | 7 november 1877  |
| Cambridge University | 3-1      | Southill Park        | 2 november 1877  |
| 105th Regiment       | 0-2      | Old Harrovians       | 7 november 1877  |
| Druids               | 1-0      | Shropshire Wanderers | 12 november 1877 |
| Notts County         | 1-1      | Sheffield FC         | 3 november 1877  |
| Remnants             | 4-0      | St Stephen's         | 7 november 1877  |
| Hawks                | 5-2      | Minerva              | 3 november 1877  |
| Old Foresters        | Walkover | Old Wykehamists      |                  |

### Eerste ronde - Replays
| Thuisclub    | Uitslag | Bezoekers    | Datum           |
| ------------ | ------- | ------------ | --------------- |
| Pilgrims     | 1-0     | Ramblers     | 9 november 1877 |
| Sheffield FC | 3-0     | Notts County | 1 december 1877 |

### Tweede ronde
| Thuisclub            | Uitslag  | Bezoekers         | Datum            |
| -------------------- | -------- | ----------------- | ---------------- |
| Sheffield            | 1-0      | Darwen            | 29 december 1877 |
| Barnes               | 3-1      | Marlow            | 15 december 1877 |
| Royal Engineers      | 6-0      | Pilgrims          | 8 december 1877  |
| Clapham Rovers       | 4-0      | Swifts            | 22 december 1877 |
| Upton Park           | 1-0      | Reading           | 8 december 1877  |
| Oxford University    | 1-0      | Old Foresters     | 15 december 1877 |
| High Wycombe         | 0-9      | Wanderers         | 15 december 1877 |
| Cambridge University | 4-2      | Maidenhead        | 8 december 1877  |
| Druids               | Walkover | Queen's Park      |                  |
| Old Harrovians       | 6-0      | 1st Surrey Rifles | 22 december 1877 |
| Remnants             | 2-0      | Hawks             | 22 december 1877 |

### Derde ronde
| Thuisclub         | Uitslag | Bezoekers            | Datum           |
| ----------------- | ------- | -------------------- | --------------- |
| Sheffield FC      | Bye     |                      |                 |
| Royal Engineers   | 8-0     | Druids               | 30 januari 1878 |
| Upton Park        | 3-0     | Remnants             | 19 januari 1878 |
| Wanderers         | 1-1     | Barnes               | 12 januari 1878 |
| Oxford University | 3-2     | Clapham Rovers       | 2 februari 1878 |
| Old Harrovians    | 2-2     | Cambridge University | 2 februari 1878 |

### Derde ronde - Replays
| Thuisclub      | Uitslag | Bezoekers            | Datum            |
| -------------- | ------- | -------------------- | ---------------- |
| Wanderers FC   | 4-1     | Barnes               | 26 januari 1878  |
| Old Harrovians | 2-2     | Cambridge University | 9 februari 1878  |
| Old Harrovians | 2-0     | Cambridge University | 16 februari 1878 |

### Vierde ronde
| Thuisclub       | Uitslag | Bezoekers         | Datum            |
| --------------- | ------- | ----------------- | ---------------- |
| Royal Engineers | 3-3     | Oxford University | 15 februari 1878 |
| Wanderers FC    | 3-0     | Sheffield FC      | 16 februari 1878 |
| Old Harrovians  | 3-1     | Upton Park        | 9 maart 1878     |

### Vierde ronde - Replays
| Thuisclub       | Uitslag | Bezoekers         | Datum            |
| --------------- | ------- | ----------------- | ---------------- |
| Royal Engineers | 2-2     | Oxford University | 27 februari 1878 |
| Royal Engineers | 4-2     | Oxford University | 12 maart 1878    |

## Halve finale
| Thuisclub       | Uitslag | Bezoekers      | Datum         |
| --------------- | ------- | -------------- | ------------- |
| Royal Engineers | 2-1     | Old Harrovians | 16 maart 1878 |
| Wanderers FC    | Bye     |                |               |

## Finale
| Thuisclub    | Uitslag | Bezoekers       | Datum         |
| ------------ | ------- | --------------- | ------------- |
| Wanderers FC | 3-1     | Royal Engineers | 23 maart 1878 |